# Cicindela floridiana
Cicindela (Cicindelidia) floridiana – gatunek chrząszcza z rodziny biegaczowatych i podrodziny trzyszczowatych.
Takson ten opisany został w 1939 roku przez Oscara L. Cartwrighta, na podstawie okazów odłowionych w 1934 roku w Miami przez Franka N. Younga, jako odmiana Cicindela abdominalis. W 1984 roku Paul M. Choate dokonał rewizji grupy gatunków C. abdominalis, wynosząc Cicindela scabrosa do rangi gatunku i w nim umieszczając C. floridiana jako podgatunek. W 2007 roku David Brzoska, C. Barry Knisley i Jeffrey Slotten odkryli nową populację tego taksonu. Po przebadaniu kilkudziesięciu okazów wynieśli go do rangi niezależnego gatunku na podstawie cech morfologicznych, ekologicznych, fenologicznych i biogeograficznych. Mimo to w bazie Carbidae of the World figuruje jako jego synonim C. scabrosa.
Chrząszcz o ciele długości od 6,5 do 8,2 mm u samców i od 7,4 do 9 mm u samic. Ubarwienie z wierzchu metalicznie zielone, niekiedy z miedzianym połyskiem, od spodu metalicznie niebieskie z rudawym odwłokiem. Na wardze górnej 6, rzadziej 4 szczecinki, oprócz wierzchołkowych. Nadustek, policzki i czoło nagie, fioletowo połyskujące. Przedplecze nieco ku tyłowi ścięte. Odnóża ceglaste do żółtych, zielono połyskujące. Pokrywy głęboko punktowane, na wierzchołku mikropiłkowane, wzór na nich zredukowany do półksiężycowatej plamki położonej wierzchołkowo-bocznie. Episternity śródtułowia i zatułowia gęsto owłosione.
Dorosłe aktywne od maja do października. Zasiedlają piaszczyste łaty wśród skalistych lasów sosnowych.
Trzyszcz ten jest endemitem Florydy, znanym wyłącznie z hrabstwa Miami-Dade i fragmentu Florida Keys.